# Jarron Collins
Pour les articles homonymes, voir Collins.
Jarron Collins, né le 2 décembre 1978 à Northridge (un quartier de Los Angeles en Californie), est un joueur et entraîneur américain de basket-ball. Il évolue au poste de pivot. Son frère jumeau Jason est également basketteur.

## Carrière
En juin 2021, Collins et les Warriors se séparent.
Il rejoint les Pelicans de La Nouvelle-Orléans en août 2021.